# Micunobova reakce
Micunobova reakce je organická reakce, pomocí níž lze přeměnit alkoholy na mnoho jiných sloučenin, například estery, za použití trifenylfosfinu a azodikarboxylátu, například diethylazodikarboxylátu (DEAD) nebo diisopropylazodikarboxylátu (DIAD). Přestože se nejčastěji používají DIAD a DEAD, lze použít i mnohé jiné azodikarboxyláty, čímž se v některých případech usnadňuje provedení reakce a/nebo přečištění produktů tím, že je možné použít zásaditější nukleofily.
Reakci objevil japonský chemik Ojo Micunobu. Nejčastěji se začíná přidáváním fosfinu a azodikarboxylátu při -10 °C do rozpouštědla, obvykle tetrahydrofuranu nebo toluenu, dokud se nevytvoří bílá sraženina ylidu. Následně se přidá roztok alkoholu a nukleofilu a mnohdy se reakční směs zahřívá. Alkohol reaguje s fosfinem za vzniku dobré odcházející skupiny, u které dojde k převrácení stereoizomerie SN2 mechanismem. Běžným vedlejším produktem je zde látka vznikající tehdy, když je odcházející skupina odštěpena azodikarboxylátem místo nukleofilu; k tomu dochází, pokud nukleofil není dostatečně kyselý nebo není dostatečně silným nukleofilem.
Tato reakce byla několikrát přezkoumána.

## Mechanismus
Mechanismus Micunobovy reakce je poměrně složitý, identita jednotlivých meziproduktů a jejich vliv na reakci dosud není jistý.
Na začátku trifenylfosfin 2 nukleofilně reaguje s azodikarboxylátem 1 za vzniku betainu 3, který deprotonuje karboxylovou kyselinu 4 na meziprodukt 5. DEAD následně deprotonuje alkohol 6, z něhož se vytvoří alkoxid, který se následně může přeměnit na oxyfosfoniový ion 8. Poměry množství a vzájemné přeměny meziproduktů 8–11 jsou ovlivňovány pKa karboxylové kyseliny a polaritou rozpouštědla. V průběhu reakce se tvoří několik meziproduuktů obsahujících fosfor, avšak pouze reakce karboxylátového aniontu s meziproduktem 8 je produktivní reakcí, která vede ke vzniku konečného produktu 12 a trifenylfosfinoxidu 13.
Bylo zjištěno, že tvorba dvojice iontů 5 probíhá rychle. Vznik oxyfosfoniového meziproduktu 8 je pomalý a probíhá díky přítomnosti alkoxidu. Na rychlost reakce tak má největší vliv kyselost karboxylátu a solvatace.

### Pořadí přidání reaktantů
Na průběh Micunobovy reakce může mít vliv i pořadí, v jakém jsou do reakční nádoby přidávány jednotlivé reaktanty. Nejčastěji se rozpustí alkohol, karboxylová kyselina a trifenylfosfin v tetrahydrofuranu (THF) nebo jiném vhodném rozpouštědle (například diethyletheru), směs se ochladí na 0 °C, pomalu se přidává DEAD rozpuštěný v THF a směs se několik hodin míchá při pokojové teplotě. Pokud reakce neproběhne, tak je vhodnější předpripravit betain, což se provede přidáním DEAD k trifenylfosfinu v THF při 0 °C, následným přimícháním alkoholu a nakonec karboxylové kyseliny.

## Podobné reakce

### S jinými nukleofily
Jako nukleofily lze při Micunobově reakci použít i jiné látky než karboxylové kyseliny. K úspěšnému provedení reakce musí mít nukleofil pKa menší než 15.
| Nukleofil            | Produkt                  |
| -------------------- | ------------------------ |
| azoimid              | alkylazid                |
| imid                 | substituovaný imid       |
| fenol                | alkylarylether           |
| sulfonamid           | substituovaný sulfonamid |
| arylsulfonylhydrazin | alkyldiazen              |

### Obměny Micunobovy reakce
Za účelem usnadnění oddělení produktů a omezení tvorby odpadů bylo vyvinuto několik obměn původní Micunobocy reakce. V jedné z nich se používá trifenylfosfin navázaný na pryskyřici a di-terc-butylazodikarboxylát místo DEAD. Zoxidovanou trifenylfosfinovou pryskyřici lze odstranit filtrací a di-tert-butylazodikarboxylátový vedlejší produkt reakcí s kyselinou trifluoroctovou. Bruce H. Lipshutz vyvinul jako náhradu k DEAD di-(4-chlorobenzyl)azodikarboxylát (DCAD), při jehož použití může být hydrazinový vedlejší produkt snadno odstraněn filtrací a přeměněn zpět na DCAD.
Byla také popsána varianta, ve které byl DEAD použit v katalytickém množství, při ní bylo ovšem nutné použít stechiometrické množství (diacetoxyjod)benzenu, který oxidoval hydrazinový meziprodukt zpět na DEAD.
Další variantou je redoxně neutrální Micunobova reakce, při níž je použit fosforitý katalyzátor, který aktivuje substrát, zajišťuje obrácení konfigurace při nukleofilním ataku, a vznikající voda se při ní odstraňuje pomocí Deanovy–Starkovy aparatury.

### S fosforanovými reaktanty

(Kyanomethylen)trialkylfosforan

Trifenylfosfin a diethylazodikarboxylát lze při Micunobově reakci spojit do jednoho reaktantu, ylidu fosforanu. Dostatrčně účinné jsou jak (kyanomethylen)trimethylfosforan, tak i (kyanomethylen)tributylfosforan.
Ylid zde funguje jako jako redukční činidlo, tak jako zásada. Vedlejšími produkty jsou acetonitril 6) a trialkyfosfinoxid (8).

## Využití
Micunobovu reakci lze použít na přípravu aryletherů:
Při této variantě se nepoužívá DEAD, protože je kvůli hydroxylové skupině příliš slabě kyselý, Místo toho se používá 1,1'-(azodikarbonyl)dipiperidin (ADDP), u kterého je příslušný betainový meziprodukt silnější zásadou. Fosfinovým reaktantem je zde trifenylfosfin navázaný na polymer.
Micunobova reakce také nachází využití při přípravě chininu, kolchicinu, sarainu, morfinu, stigmatellinu, eudistominu, oseltamiviru, strychninu a nufaraminu.